# له فارست
له فارست (به فرانسوی: Leforest) یک کمون در فرانسه است که در پا-دو-کاله واقع شده‌است. له فارست ۶٫۲۲ کیلومتر مربع مساحت دارد ۲۴ متر بالاتر از سطح دریا واقع شده‌است.